# Chartreuse de Toulouse
La chartreuse Notre-Dame de Toulouse est un ancien monastère cartusien à Toulouse.

## Histoire
Le prieuré de Saint-Pierre est fondé en 1067, à Toulouse, par le comte Guillaume IV et cédé au XIe siècle aux clunistes de l'abbaye Saint-Pierre de Moissac dont l'abbé Bernard de Montaigut fait un collège.
En 1569, les religieux chassés de la chartreuse de Castres s'installent dans l’ancien collège de Moissac et demandent aux capitouls à s’établir à Toulouse. Le 21 février 1569, il est décidé, dans une délibération du conseil général, que « les capitouls feraient queste à l'effet d'assembler deux mille livres » pour aider les moines à s'installer dans la ville. L'achat du prieuré de Saint-Pierre est conclue moyennant deux mille cinq cents livres, le 2 avril 1569. Le cardinal d'Armagnac approuve la translation, de Castres à Toulouse, le 22 mai 1569. Mais pendant trente ans d'interminables procès opposent les chartreux et l'abbaye de Moissac et empêchent la construction du nouveau monastère. À la fin de l'année 1571, les moines de Toulouse se dispersent dans les chartreuses les moins éloignées : Glandier, Vauclaire, et Villefranche.
En 1600, on commence à bâtir une maison régulière. La première pierre de l'église est posée le 28 mai 1607. Le 2 mai 1612, le premier président au parlement, Nicolas de Verdun, pose la première pierre de la chartreuse. L’église, placée sous l'invocation de sainte Marie et saint Paul Ermite, est consacrée le 20 mai 1612 par le cardinal de Sourdis. Les deux monastères tombent finalement d'accord pour en finir ; le 25 février 1616, Moissac cède aux chartreux le prieuré de Saint-Pierre-des-Cuisines, en échange du prieuré de Villardonnel, que les chartreux possèdent dans le diocèse de Carcassonne. Cet échange est ratifié par Paul V, le 19 février 1617; le vicaire général de l'abbé de Saint-Sernin, Pierre de Villette, commissaire pontifical, fulmine la bulle pontificale, qui sanctionne l'union du prieuré de Saint-Pierre à la chartreuse de Toulouse et les chartreux s'installent à côté.
Les premières constructions sont légères et sont reconstruites successivement grâce à des dons : petit-cloître en 1613, grand-cloître et cellules en 1656. 
Dom Pacifique Tixier (†1645), prieur de Toulouse, souhaite le retour à Saïx, mais l’ordre des chartreux ne peut rentrer en possession qu’en 1647. Jusqu'en 1674, la chartreuse de Toulouse se considère comme étant, et est, en réalité, la chartreuse de Castres transférée à Toulouse. Ce qui lui permet de revendiquer une origine du quatorzième siècle, et, au point de vue pratique, de percevoir les revenus de la chartreuse de Saïx. Le chapitre général, en 1674, prononce la nouvelle érection du couvent de Castres, ce qui enlève à celui de Toulouse la majeure partie de ses ressources. La chartreuse de Castres est obligée de payer à celle de Toulouse une rente de cinq mille livres, mais trouve moyen de rogner cette pension ce qui est l'origine, entre les deux couvents, d'un conflit qui dure trente ans. Les revenus sont amputés de moitié à cause de la restauration de Castres. 
Les chartreux se souciant peu d'entretenir l'église Saint-Pierre-des-Cuisines, leur négligence suscite de la part des curés de la paroisse des plaintes répétées. La vieille église est délabrée quand arrive la Révolution.
Le 13 février 1790, l'Assemblée constituante prononce l'abolition des vœux monastiques et la suppression des congrégations religieuses. La communauté qui compte, vingt-cinq moines de chœur, opte pour la vie commune, mais l’administration refuse d’écouter ce vœu et la dispersion a lieu en octobre 1791. Le monastère et les biens des chartreux sont confisqués et vendus comme biens nationaux. Un autre décret, de la Législative du 12 mai 1792, érige l'église des chartreux en église principale, sous le vocable de Saint-Pierre. 
En 1793, les autorités réquisitionnent les locaux évacués par les congrégations religieuses et décident d'installer dans l'enclos des chartreux et le jardin des capucins un arsenal. 
Sur le terrain libéré par les militaires et remis en 1966 à la faculté de droit est aménagé le campus de l'université des sciences sociales, créée le 23 décembre 1970. 
Il ne subsiste plus aujourd'hui de la chartreuse que l'église, l'ancienne pharmacie, des éléments de l'hôtellerie, dont un remarquable corridor extérieur en brique et une partie du cloître.

## Moines notables

### Prieurs
- début 1571 : Raymond de Libra, premier prieur de Toulouse, retourne à Escoussens, possession de la chartreuse de Castres[3].
- fin 1571 : Bertrand de Belrieu, profès de Castres, vicaire de Glandier.
- 1572 : Pierre del Monte (†1582), natif de Gênes, profès de la chartreuse de Gênes, retourne avec ses moines, à Escoussens.
- ? : Antoine de Saint-Paul, originaire de Toulouse, ancien conseiller au parlement de Toulouse.
- ? : Guillaume Logan, anglais, ancien dominicain.
- 1588-1598  : Antoine Isarn, né a Toulouse, fait profession dans l'ordre de Cîteaux, profès de Cahors, prieur de Villefranche (1581-1582), puis de Rodez (1582-1588), de Toulouse (1588-1598), reprend le gouvernement de la chartreuse de Rodez, en 1598 jusqu'en 1603[8].

- 1600 :  Antoine Cayron

- ? : Chalup : profès de Grande Chartreuse.

- ~1615 : Jacques Fradin (†1623), natif d'Angers, profès de Cahors, prieur en 1610, puis prieur de Toulouse et nommé visiteur de la province d'Aquitaine[9].

- 1627 : Pacifique Tixier (†1645), né à Felletin, profès de Port-Sainte-Marie, prieur de Villefranche-de-Rouergue, en 1614 ; de Port-Sainte-Marie, en 1616 ; prieur-fondateur de la chartreuse de Bordeaux. En 1627, transféré à Toulouse.

- 1645 : Antoine Tixier (†1655), né à Felletin, profès de Toulouse, prieur de Rodez en 1617, puis de Cahors en 1627, prieur à Bordeaux en 1642, à Cahors dès l’année suivante, transféré à Toulouse en 1645.

- -1690 : Pierre Lion ou Lyon, né à Toulouse (†1690), profès de la chartreuse de Cahors le 29 juin 1648, vicaire de cette maison, prieur le 15 novembre 1663, transféré en 1684 au priorat de la chartreuse de Castres, puis prieur de celle de Toulouse.

- 1779 : Guillaume Armély (1730-1810), né à Florensac, il est d’abord avocat. Il fait profession à la chartreuse de Toulouse le 8 décembre 1760. Il y est vicaire en 1767, puis coadjuteur à Bonnefoy en 1773, procureur au Puy en 1775, prieur de Toulouse en 1779, visiteur de la province d'Aquitaine l’année suivante, enfin prieur de Montmerle et visiteur de Bourgogne en 1785. En 1790 il opte pour la vie commune. Incarcéré deux fois en 1793-1795 pour son refus d’abdiquer le sacerdoce.

- Zosime Ricard, dernier prieur[7].